# 신세이정
신세이정(일본어: 真正町)은 일본 기후현 모토스군에 설치되었던 정이다. 2004년 2월 1일에 모토스정, 이토누키정, 신세이정과 합병해 모토스시가 되었다.

## 역사
- 1955년 4월 1일 - 마쿠와촌, 단조촌이 합병해 신세이촌이 성립하였다.
- 1964년 4월 1일 - 정으로 승격해 신세이정이 되었다.
- 2004년 2월 1일 - 모토스정, 이토누키정, 신세이정과 합병해 모토스시가 성립하였다. 동일 신세이정은 폐지되었다.

## 경제

### 산업
- 감과 배 재배가 활발하여 딸기와 꽃도 만들어졌다.과거 명산 참외는 소비 감소로 작목이 줄었으나 21세기 초에도 소량이 생산되었다.

- 산업 인구
제1차 산업 617명
제2차 산업 2,160명
제3차 산업 2,958명

## 교통

### 철도
- 나고야 철도 이비선 (현재는 폐선)
- 다루미 철도 다루미 선

### 도로
- 국도 제157호선
- 국도 제303호선

## 참고 문헌
- 角川日本地名大辞典編纂委員会,『角川日本地名大辞典 21 岐阜県』1980, 角川書店